# Локро
Ло́кро (ісп. locro, походить від кеч. ruqru) — густа м'ясна страва з гарбузом, солодкою кукурудзою та картоплею доіспанського і доінкського походження, популярний в андійському регіоні. Це одна з національних страв Перу, Болівії, Еквадору, Чилі, Парагваю, Аргентини та південно-західної Колумбії.

## Склад
Страва є різновидом ґізо із кукурудзи, квасолі, гарбуза або картоплі, що готуються у м'ясному бульйоні на повільному вогні зазвичай у великому казані. Є типовою для кухні корінного населення південноамериканських Анд. Їдять переважно взимку.
Визначальними інгредієнтами є кабачки чи інші види гарбузів, кукурудза, деякі види м'яса (зазвичай яловичина, але іноді в'ялена яловичина, чорисо, субпродукти або м'ясо інших тварин) і овочі. Інші інгредієнти зазвичай включають цибулю, квасолю, картоплю. У деяких регіонах до локро додають горох, маніок, пшеничну крупу чи рис, сир, зелені банани, інші місцеві овочі та приправи. У деяких регіонах локро готують з особливого сорту картоплі, так званої «папа чола», яка має унікальний смак, її важко знайти за межами рідного регіону.

## Регіональні варіації
В Аргентині локро поширився з регіону Куйо на решту країни. Його вважають національною стравою ще з часів війни за незалежність (1810–1816) й часто подають 25 травня, у річницю Травневої революції. Іноді на гарнір подають червоний гострий соус із червоного перцю та паприки, відомий як кікірімічі.
В Еквадорі популярний варіант, відомий як «ягуарлокро». У рецепті використовуються нутрощі та кров ягняти.